# Merremia kentrocaulos
Merremia kentrocaulos es una especie de planta trepadora perteneciente a la familia Convolvulaceae. 

## Descripción
Es una planta perenne trepadora que tiene los tallos trenzados. Los tallos son leñosos de hasta 15 m de largo, los más jóvenes delgados, herbáceo pero firmes, cilíndricos. La hoja pentagonal en contorno, de 40-150 mm de largo y de ancho, palmadas diseccionadas casi hasta la base; cordadas en la base con un seno estrecho; lóbulos 5-7, oblongos a lanceolados a grandes rasgos, obtusos a subagudos. Las inflorescencia en cimas con 1 a unas pocas flores. Pedúnculos patentes para suberectos, de 30-90 mm de largo; bractéolas ovadas, agudas, cóncava, 3-5 mm de largo. El fruto es una cápsula estrecho elipsoide, de 12-15 mm de ancho, pálido marrón, dehiscente por 4 válvas y circum-escindible en la base, en un principio encerrado en acrescente. Las semillas de color marrón a negro, con pelos diminutos, 8-9 mm de largo, y ± 6 mm de ancho. Floración en julio a abril, la fructificación en febrero y marzo.

## Distribución
Se encuentra en África desde el sur del Sahara hacia el sur hasta Botsuana y la Provincia Septentrional del Cabo y Mpumalanga. También se encuentra en la India. Crece en la sabana en suelos arenosos o rocosos a 200-1 300 m de altitud.

## Taxonomía
Merremia kentrocaulos fue descrita por Alfred Barton Rendle y publicado en Flora of Tropical Africa 4(2): 103. 1905.
Etimología
Merremia: nombre genérico que fue otorgado en honor del naturalista alemán Blasius Merrem (1761 - 1824).
kentrocaulos: epíteto latíno que significa "tallo con espinas". 
Sinonimia
- Ipomoea kentrocaulos C.B. Clarke
- Merremia kentrocaulos var. kentrocaulos
- Operculina kentrocaulos Hallier f.[4][5]